# BigPark
BigPark era una desarrolladora de videojuegos con sede en Vancouver (Canadá) anteriormente propiedad de Microsoft Game Studios. Actualmente es un desarrollador de software enfocado en la innovación en el programa de ofimática Office, actualmente es una filial de Office Experience Group.

## Historia
Microsoft adquiere BigPark en 2009, unos meses antes del anuncio de la motion camera de Kinect (continuación del Project Natal), y unos meses después del lanzamiento de la Nueva Experiencia Xbox. Es de suponer que su intención era desarrollar juegos para un público más casual, a diferencia de sus títulos más hardcore como Halo y Gears of War. Hasta ahora, sólo un juego ha sido anunciado para ser en la producción, llamado Kinect Joy Ride, que permite a los jugadores competir entre sí utilizando sus Avatares de Xbox. El título fue originalmente concebido como un juego de Xbox Live Arcade, de descarga gratuita para los suscriptores de Xbox Live Gold pero más tarde se convirtió en un título de lanzamiento para Kinect periféricos de Microsoft.

## Traslado a Office Experience Group
Después de trabajar en Xbox en 2016, Bigpark continuó trabajando en una variedad de proyectos centrados en los medios. Esto ha incluido aplicaciones de Windows, 3D y realidad mixta. En 2018, Bigpark se unió al recientemente creado Office Media Group para centrarse en escenarios de medios en Office y Windows. En 2020, el estudio está trabajando en experiencias fotográficas en OneDrive, colaboración y descubrimiento de medios en el producto Office de Microsoft y experiencias de medios en Windows, incluso a través de las aplicaciones Paint 3D, 3D Viewer y Photos UWP.

## Videojuegos desarrollados
| Año  | Título                    | Plataforma | Distribuidora          |
| ---- | ------------------------- | ---------- | ---------------------- |
| 2010 | Kinect Joy Ride           | Xbox 360   | Microsoft Game Studios |
| 2011 | Kinect Sports: Season Two | Xbox 360   | Microsoft Studios      |
| 2012 | Joy Ride Turbo            | Xbox 360   | Microsoft Studios      |